# Moritz von Schwind

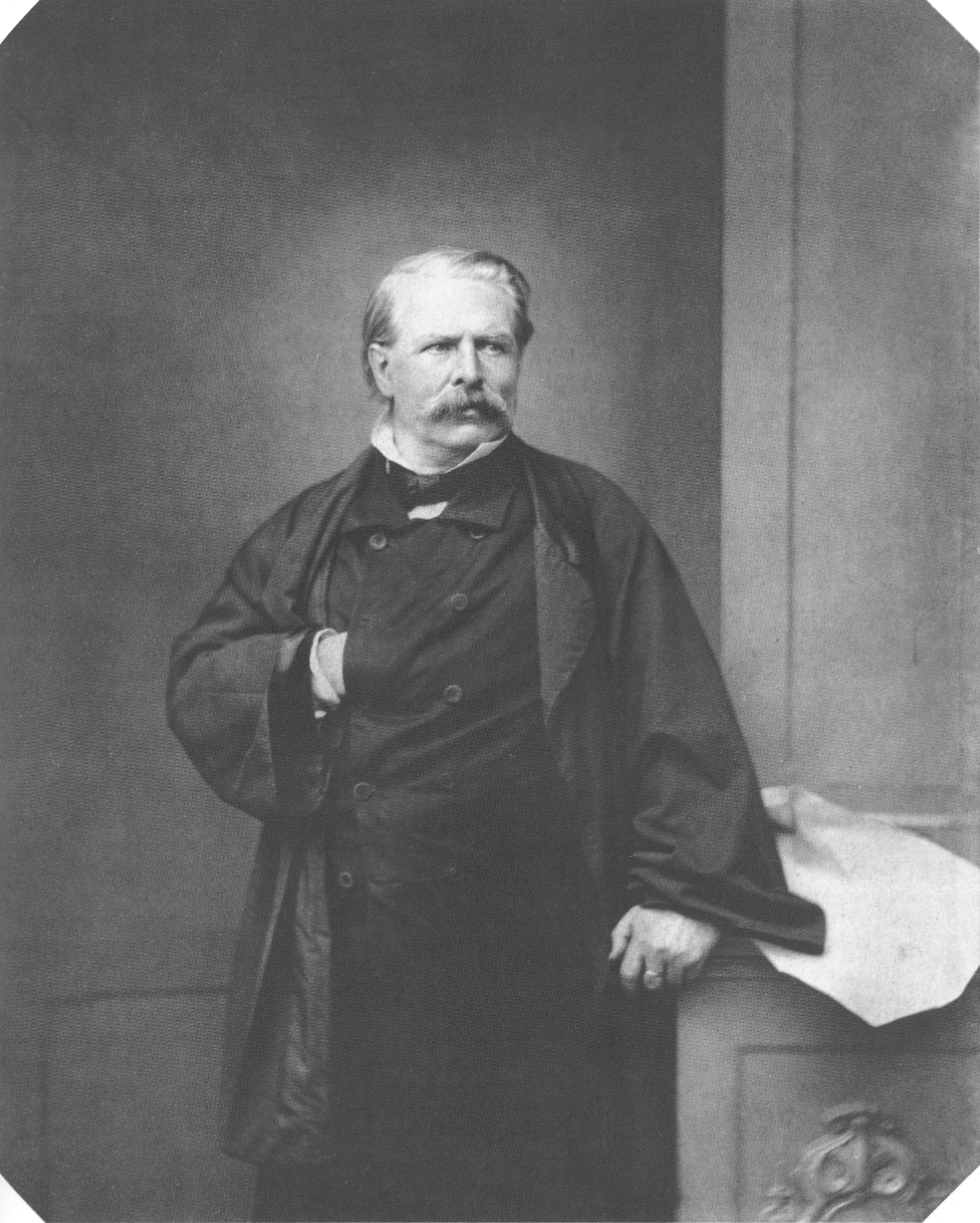
Moritz von Schwind

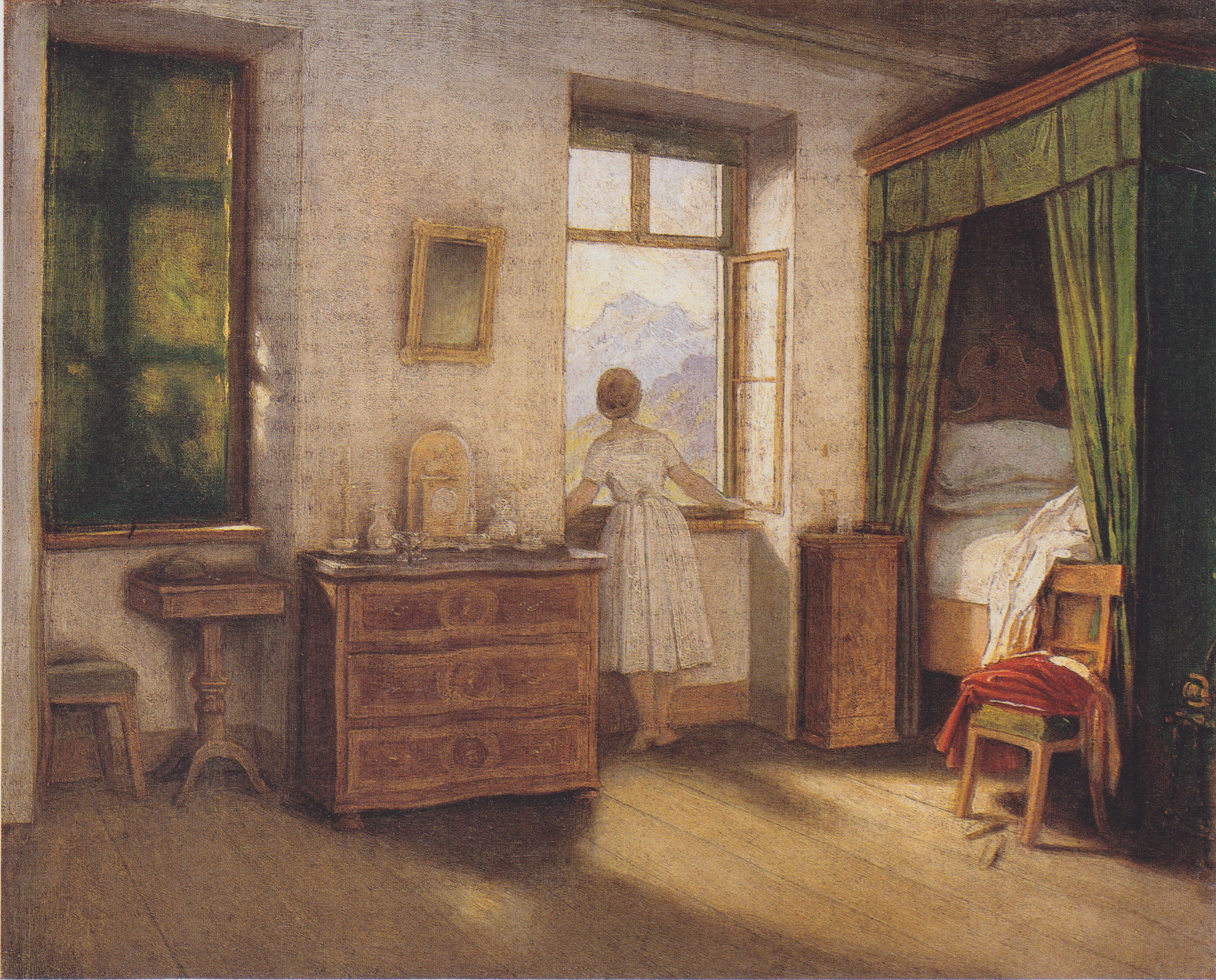
Morgenstunde (1858)

Moritz von Schwind (Wenen, 21 januari 1804 - Niederpöcking, 8 februari 1871) was een Oostenrijkse kunstschilder van de Duitse laatromantiek.
1820-1827: studie in Wenen bij onder andere Schnorr von Carolsfeld; vriendschap met Franz Schubert.
1827-1840: studeert bij Peter von Cornelius; krijgt opdrachten van het Beierse vorstenhuis. 
1840-1844: jaren te Karlsruhe; vervaardigt onder andere medaillons voor het "Ständehaus" en is werkzaam in de Staatliche Kunsthalle; huwt Louise Sachs in 1842; geboorte van zoon Hermann in 1843.
1844-1847: werkzaam in Frankfurt am Main, onder andere aan de "Sängerkrieg auf der Wartburg".
1847-1855: leeropdracht in München; werkt aan diverse schilderstukken; via Schober connecties met het hof van Weimar; schildert fresco's voor de gerestaureerde Wartburg. 
1855-1871: verblijf in München en Wenen (onder andere de Schwind-Foyer van de Hofoper). Opdrachten van de Beierse koning Ludwig II. Werkt aan tekeningen uit de tijd van zijn vriendschap met Schubert (Schubert-Abend; Schubertiade).
- Bibsys: 90062814
- Bibliothèque nationale de France: cb149760276 (data)
- Catàleg d'autoritats de noms i títols de Catalunya: 981058525033606706
- CiNii: DA02599533
- Gemeinsame Normdatei: 118612271
- International Standard Name Identifier: 0000 0001 0912 5393
- Library of Congress Control Number: n84093601
- Nationale Bibliotheek van Letland: 000307991
- MusicBrainz: 0f7865f6-54f4-45c7-95ac-d2244bdb8998
- Nationale Bibliotheek van Tsjechië: kup20030000117863
- Nationale Bibliotheek van Israël: 987007267841005171
- Nationale en Universitaire bibliotheek Zagreb: 000612307
- Nederlandse Thesaurus van Auteursnamen: 068809026
- Réseau des bibliothèques de Suisse occidentale: 02-A003813489
- RKD-Nederlands Instituut voor Kunstgeschiedenis: 71552
- LIBRIS: 315731
- SNAC: w6wq0z6d
- Système universitaire de documentation: 028111494
- Union List of Artist Names: 500024154
- Virtual International Authority File: 69054934
- WorldCat: E39PBJjMCx68BP7bd6r8kYp9Dq